# Асаново (Кемеровская область)
Аса́ново — бывшая деревня в Юргинском районе Кемеровской области, входила в состав Юргинского сельского поселения.

## История
Деревня была основана в 1405 году татарами при реке Томи.
В 1636 году близ татарских юрт поселились первые русские жители казаки Афанасий Асанов, Зоркальцев Матвей, Анкудинов с товарищами. Афанасий Асанов затем в 1694 году основал ещё одну деревню Асаново, что при речке Лебяжьей.
Появились две деревни: Асаново и Анкудино, которые находились настолько близко друг к другу, что в дальнейшем слились в одну. Отсюда и такие названия: деревня Асаново, деревня Анкудино или двойного названия деревня Асаново и Анкудино. Хотя Миллер их по-прежнему отождествлял, как разные деревни.
В 1720 год здесь проживал казачий сын Яков Асанов.
В 1734 году сведения о деревне Асаново встречаются в книге немецкого историка Герхарда Фридриха Миллера «Описание Томского уезда Тобольской провинции Сибири» в списке большинства русских деревень, относящихся к Томскому уезду, где записано следующее:
… Непосредственно к Сосновскому острогу относящаяся. Вверх по реке Томи деревня Асаново, на западном берегу Томи, в 4 верстах от деревни Тамиловой и от острога Сосновского …
В 1820—1830 годы по планам дачи земли было 4599,8 десятин в пользовании селения.
В 1859 году деревня Анкудинова находилась в 63 верстах от города Томска, между левыми сторонами Московского и Барнаульского трактов на левом берегу реки Томи. В деревне насчитывалось 7 дворов. Деревня Асанова — в 62 верстах от Томска на правом берегу Томи. В неё — 26 дворов.
В 1878 году деревня входила в Тутальскую волость Томской губернии.
В 1885 году деревня Асаново находилась в 4 верстах от ближайшей деревни. В деревне насчитывался 31 двор.
В 1893 году деревня Асаново располагалась на левом берегу реки Томи. Имелось 46 крестьянских двора. В распоряжении селения имелось 3614 десятин 610 саженей земли. Ближайшая почтовая станция располагалась в 18 верстах. В деревне имелась водяная мукомольная мельница.
В 1894 году имелось 41 хозяйство, из них 36 имели запашку. В деревне проживало 125 человек старожилов, 1 посторонний (непричисленный). Всего 127 (3 постоянно отсутствующие). Всего в деревне 256 человек (56 годных к работе от 18-60 лет).
В 1899 году в деревне Асаново (Анкудино) (нижняя) было 46 крестьянских двора и 1 не крестьянский двор. Количество удобной земли у селения было 3614 десятин, количество неудобной земли 610 десятин.
В деревне имелись:
- Домашняя школа;
- Водяная мельница.

В 1911 году в деревне Асаново (нижняя) и деревне Анкудина насчитывался 61 двор. Было у селения 4950 десятин земли. Имелась водяная мельница.
В 2000-е годы деревня прекратила своё существование и была исключена из реестра населённых пунктов.

## Население
Численность население деревни (количество человек на конкретный год):
| 1859 | 1893 | 1894 | 1899 | 1911 |
| ---- | ---- | ---- | ---- | ---- |
| 53   | 364  | 256  | 318  | 437  |